# Nette und Sennebach
Nette und Sennebach este o arie protejată (sit de importanță comunitară — SCI) din Germania întinsă pe o suprafață de 292,05 ha, integral pe uscat.

## Localizare
Centrul sitului Nette und Sennebach este situat la coordonatele 51°58′19″N 10°07′53″E / 51.9719°N 10.1314°E.

## Înființare
Situl Nette und Sennebach a fost declarat sit de importanță comunitară în ianuarie 2005 pentru a proteja un număr necunoscut de specii din flora spontană și fauna sălbatică aflate în arealul zonei.

## Biodiversitate
Situată în ecoregiunea continentală, aria protejată conține 4 habitate naturale: Cursuri de apă de la nivel de câmpie la nivel montan, cu vegetație Ranunculion fluitantis și Callitricho-Batrachion, Liziere de ierburi înalte hidrofile de câmpie și de nivel montan până la alpin, Păduri de stejar sau de stejar și carpen sub-atlantice și medio-europene de Carpinion betuli, Păduri aluvionare cu Alnus glutinosa și Fraxinus excelsior (Alno-Padion, Alnion incanae, Salicion albae).
La baza desemnării sitului se află un număr nedeclarat de specii protejate.